# Mercedes Doretti
Mercedes Doretti (Buenos Aires, 1959) è un'antropologa forense argentina, conosciuta per aver scoperto numerose prove di crimini contro l'umanità.

## Biografia
Mercedes Doretti è figlia della giornalista radiofonica Magdalena Ruiz Guiñazú, che ha fatto parte della Comisión Nacional sobre la Desaparición de Personas (CONADEP).
Nata e cresciuta a Buenos Aires in Argentina, ha concluso gli studi in Scienze antropologiche nell'Università della sua città nel 1984, l'anno successivo alla fine della dittatura argentina. È stata tra i fondatori dell’Equipo Argentino de Antropología Forense EAAF (in inglese Argentine Forensic Anthropology Team), un'associazione scientifica non governativa e senza fini di lucro che applica le scienze forensi - principalmente l'antropologia forense e l'archeologia - alla ricerca di violazioni dei diritti umani, assumendone successivamente la direzione.
Ha lavorato nelle Filippine, in Cile, Venezuela, Guatemala, El Salvador, Iraq, Brasile, Croazia, Etiopia, Haiti, Panama, Polinesia francese, Sod Africa, Repubblica Democratica del Congo, Bosnia, Herzegovina, East Timor, Zimbabwe, Costa d’Avorio, Indonesia e Messico.
È stata lettrice presso l'Università della California - Berkeley, la Harvard University, il Massachusetts Institute of Technology, la Columbia University, il Purchase State College di New York, la New School for Social Research, la Rutgers University, Amnesty International, il Carter Center e il World Archaeological Congress.
Human Rights Watch, Amnesty International e le Nazioni Unite fanno regolarmente uso delle sue indagini di antropologa forense per le relazioni sui diritti umani ed è conosciuta per aver trovato le prove di numerosi crimini contro l'umanità.
Nel 2007 ha ricevuto il premio MacArthur Fellows Program per chi abbia dimostrato un’eccezionale creatività nel suo lavoro.
Nel 2016 è stata scelta come una delle 100 donne della lista BBC.